# Karl Wegmann
Karl Wegmann (* 20. August 1906 in Montigny bei Metz, Lothringen; † 7. Januar 1981 in Nordhausen) war ein deutscher Widerstandskämpfer gegen den Nationalsozialismus und Interbrigadist.

## Leben
Der Sohn eines Eisenbahners absolvierte nach dem Schulbesuch eine Lehre als Maler. Er trat 1922 in die sozialdemokratische Jugendorganisation Sozialistische Arbeiterjugend, 1926 in das Reichsbanner und 1926 in die SPD ein. 
Nach der „Machtergreifung“ durch die Nationalsozialisten emigrierte er 1933 nach Frankreich. Er wurde 1936 Mitglied der KPD und ging im selben Jahr nach Spanien, wo er während des Spanischen Bürgerkrieges bis 1939 im Thälmann-Bataillon der XI. Internationalen Brigade kämpfte. Er flüchtete 1939 nach Frankreich und wurde bis 1941 im Lager Argelès-sur-Mer und in der Festung Marseille interniert. Dann wurde er nach Algerien verschifft und in das Lager Djelfa verbracht. Ab Januar 1943 wurde er in einer Arbeitskompanie der britischen Armee zum Bau einer Wüstenstraße in der Sahara eingesetzt. Nach der Verleihung der sowjetischen Staatsbürgerschaft im Dezember 1943 erfolgte sein Transport über das Mittelmeer, Palästina und den Iran in die UdSSR. Er bekam eine Spezialausbildung in Moskau und wurde anschließend als Partisan in Belorussland eingesetzt. Vom Sommer 1944 bis Kriegsende 1945 war er fast zehn Monate mit Karl Kleinjung, Hans-Hugo Winkelmann und Walter Steffens an der Operation „Beresina“ beteiligt. 
Wegmann kehrte 1945 nach Deutschland zurück und ging in die Sowjetische Besatzungszone. Von 1945 bis 1951 diente er in der Deutschen Volkspolizei in Liebenrode im Kreis Nordhausen. Hier arbeitete er erneut mit Karl Kleinjung zusammen, der 1946 Kreispolizeidirektor von Nordhausen war. Wegmann wurde 1946 Mitglied der SED und war ab 1951 als Abteilungsleiter in einem Nordhäuser Betrieb und als Leiter der Bäuerlichen Handelsgenossenschaft (BHG) Liebenrode tätig. 
Wegmann lebte zuletzt in Nordhausen und starb im Alter von 74 Jahren.

## Auszeichnungen
- 1976 Vaterländischer Verdienstorden in Gold